# Try This
„Try This“ е третият студиен албум на американската поп изпълнителка Пинк, издаден през ноември 2003. Достига до девето място в класацията за албуми Билборд 200, като в САЩ са продадени 1 милион копия и получава платинена сертификация. От албумът са издадени общо три сингъла „Trouble“, „God Is a DJ“ и „Last to Know“.

## Списък с песни

### Оригинален траклист
1. „Trouble“ – 3:12
2. „God Is a DJ“ – 3:44
3. „Last to Know“ – 4:03
4. „Tonight's the Night“ – 3:56
5. „Oh My God“ (с Пийчез) – 3:42
6. „Catch Me While I'm Sleeping“ – 5:03
7. „Waiting for Love“ – 5:28
8. „Save My Life“ – 3:16
9. „Try Too Hard“ – 3:13
10. „Humble Neighborhoods“ – 3:52
11. „Walk Away“ – 3:38
12. „Unwind“ – 3:12
13. „Love Song“ –	2:29
14. „Hooker“ (скрит трак) – 3:04

### Интернационално издание
1. „Feel Good Time“ (с Уилям Орбит) – 3:57
2. „Love Song“ –	2:29
3. „Hooker“ (скрит трак) – 3:04

### Европейско подобрено издание
1. „Интервю с Пинк“ – 5:27
2. „Фото галерия“

### Японско издание
1. „Feel Good Time“ (с Уилям Орбит) – 3:57
2. „Delirium“ – 3:41
3. „Free“ – 6:41
4. „Love Song“ –	2:29
5. „Hooker“ (скрит трак) – 3:04

### Лимитирано издание (DVD)
1. „Pink's Pix: Фото галерия“
2. „Албумни текстове“
3. „Многото лица на Пинк: Интервю“
4. „Feel Good Time Lifestyle: Игрален филм“
5. „Trouble“ (видеоклип) – 3:32